# Фурфуриловый спирт
Фурфуриловый спирт (от лат. furfur — отруби) — одноатомный спирт, производное фурана. Представляет собой ядовитую, подвижную, прозрачную, иногда желтоватую (до темно-коричневого), со временем краснеющую на воздухе жидкость.

## Получение
Фурфуриловый спирт получают гидрированием фурфурола в присутствии катализаторов, например, хромита меди.

## Физические свойства
Фурфуриловый спирт — бесцветная или светло-жёлтая жидкость, плотностью 1,13 г/см³. Легко растворяется в большинстве полярных органических растворителей. Способен растворяться в воде, образуя нестабильные соединения.
Индекс рефракции фурфурилового спирта 1,485—1,488; температура воспламенения 490 °C.

## Химические свойства
Вступает в характерные для спиртов реакции. Фурановое кольцо фурфурилового спирта обладает ароматичностью, поэтому он может вступать в реакции, характерные для бензальдегида.
При нагревании в присутствии сильных кислот кислород фуранового кольца присоединяет протон, ароматичность разрушается, вследствие чего фурфурол полимеризуется (осмоляется), образуя фурановые смолы.
При контакте с сильными неорганическими кислотами, щелочами и кислотами Льюиса фурфуриловый спирт способен к взрывной полимеризации.

## Биологическое действие и безопасность
Предельно допустимая концентрация паров фурфурилового спирта в воздухе рабочей зоны производственных помещений составляет 0,5 мг/куб. м. Вещество относится ко второму классу опасности по ГОСТ 12.1.005.

## Применение
Фурфуриловый спирт применяют на нефтехимических и лакокрасочных предприятиях и как растворитель, и как плёнкообразователь. Используется для растворения нитроцеллюлозы.
Фурфуриловый спирт и фурфурол могут быть использованы вместе или по отдельности для получения твёрдых смол по реакциям конденсации с фенолом и ацетоном, или с мочевиной, другими веществами. Такие смолы используются в производстве стекловолокна, некоторых деталей самолётов, и автомобильных тормозов.
Фурфуриловый спирт, как одно из производных получаемого в гидролизном производстве фурфурола является доступным веществом, вследствие чего широко используется в качестве исходного соединения для получения различных производных фурана.
Фурфуриловый спирт используется как один из компонентов полимербетонов в качестве связующей, кислотостойкой и уплотняющей добавки.